# Pracovní etiketa
Pracovní etiketa je soubor pravidel, který zahrnuje očekávané (předpokládané) sociální chování na pracovišti. Tato pravidla se zavádí za účelem respektovat a chránit lidi, čas a pracovní procesy (postupy).Neexistuje žádná univerzální shoda o standardech pracovní etikety, které se mohou podle různých pracovních prostředí lišit. Pracovní etiketa zahrnuje široké spektrum aspektů jako např. řeč těla, vhodné chování, vhodné použití technologií apod.

## Oblékání

Příklad business casual

Pravidla oblékání jsou často zaváděna na pracovišti za účelem vhodného oblékání v souladu s pracovní pozicí. Tato pravidla také berou v úvahu rozlišování „členů“ a „nečlenů“. Obecně se zaměstnavatelé neřídí specifickými pravidly oblékání, která podléhají daným normám, spíše se jimi řídí zaměstnanci. Business casual je obvykle používaný termín pro oblečení vhodné na pracoviště. Nicméně, konkrétní pravidla se liší podle jednotlivých profesí. Např. pro zaměstnance na kancelářských pozicích je nevhodné oblékat džínové kalhoty a trička.
Oblékání ale není jedinou věcí, kterých se může dress code týkat. Pravidla oblékání se také vztahují na šperky a pokrývky hlavy. Většina pravidel například považuje za nevhodné nošení pokrývky hlavy na pracovišti (výjimku tvoří pokrývky hlavy církevních hodnostářů). Na některých pracovištích jsou povoleny tzv. „Casual Fridays“, kdy mohou zaměstnanci nosit džínové kalhoty a decentní trička, která nikoho nepohoršují.

## Komunikace a zdravé pracovní vztahy
Vhodná pracovní etiketa hraje klíčovou roli v budování vztahů na pracovišti. Pro udržování zdravých pracovních vztahů musejí zaměstnanci fungovat jako týmoví hráči, tzn. být empatičtí, vstřícní a srozumitelní ve svém vystupování. Body language (řeč těla) je také velmi důležitá. Pracovník, který svým chováním vyjadřuje respekt nadřízeným, zároveň vyjadřuje svou profesionalitu. Jen samotné podání ruky vypovídá o člověku mnohé. Podáním/potřesením ruky vyjadřujeme svou profesionalitu a respekt ke svému protějšku. Pravidla nás nabádají, abychom partnerovu ruku uchopili (přiměřeně) pevně, třikrát s ní zatřásli a opět ji pustili. Udržováním očního kontaktu vyjadřujeme zájem o to, co nám náš partner sděluje. Také zdvořilost je naprosto zásadní, pomáhá nám vyhnout se negativní komunikaci na pracovišti. Dále bychom se měli vyvarovat vulgárního či hrubého vyjadřování. Lidé by také měli být taktní a ohleduplní k ostatním, takže by neměli chodit do práce, pokud nejsou zcela zdráví, aby neohrozili zdraví ostatních. Dále by se neměli chlubit výší své výplaty nebo naopak si na výši výplaty neustále stěžovat. Je třeba neustále si uvědomovat dosah svého jednání. Vzrušená diskuze, která přeroste do fyzického násilí, může mít za následek výpověď, jelikož většina firem na svém pracovišti násilné chování absolutně netoleruje.

## Používání technologií
Technologie se také podílejí na pracovních vztazích. Vzhledem k překotnému vývoji technologií nebyla zatím stanovena žádná pevná pravidla, která by jejich užívání upravovala. Co se týče používání mobilních telefonů na pracovišti, je zcela na rozhodnutí jednotlivých společností, jak bude jejich užívání regulovat. Nicméně, na některých pracovních pozicích, zejména na stavbách, je používání mobilních telefonů proti pravidlům Occupational Safety and Health Administration (OSHA), protože odvádí pozornost a rozptyluje uživatele mobilních telefonů, což může mít závažné důsledky v podobě ukončení pracovního poměru.
V případě počítačových technologií je „online etiketa“ také velmi důležitá pro budování zdravých pracovních vztahů. Při psaní e-mailů nebo používání jakékoliv jiné online komunikace, kdy nejsme v přímém fyzickém kontaktu s naším protějškem, je naprosto zásadní vyjadřovat se jasně, srozumitelně a výstižně, aby nedocházelo k nedorozumění. Mnoho společností považuje používání technologií na pracovišti za nevhodné kvůli používání sociálních medií a hraní her v pracovní době. Mnoho zaměstnavatelů pak podniká disciplinární kroky, aby zabránili svým zaměstnancům ve zneužívání počítačových technologií. K nevhodnému užívání technologií patří mimo jiné bloggování, soukromé konverzace, používání e-mailu k jiným než pracovním účelům apod.
Bohužel mnoho lidí, navzdory disciplinárním postihům, tráví svou pracovní dobu surfováním na internetu, což přímo ovlivňuje nejen jejich pracovní morálku, ale i vztahy na pracovišti. Globalizace, užití technologií a nonstop připojení k internetu velmi postihuje pracovní prostředí. K nejvíce postiženým patří tzv. mileniálové, kteří vyrostli v době technologií a chytrých telefonů. Mileniálové, neustále připojení na internet, se stali závislými na technologiích, své telefony kontrolují v průměru 43krát denně (Entrepreneur, 2014).
Podle Borae Jin a Namakee Park větší používání mobilních telefonů velmi oslabuje sociální dovednosti a vede k osamělosti. Komunikace formou posílání zpráv, e-mailů, nebo za použití chytrých telefonů by měla být stejně kvalitní jako komunikace osobní „face to face“. Bohužel tomu tak není. Prostřednictvím posílání zpráv a e-mailů jsou lidé schopní přemýšlet o odpovědích. Jsou schopni analyzovat svou další odpověď, protože na to mají dostatek času, takže se nenaučí reagovat okamžitě, jako by k tomu byli nuceni při osobním rozhovoru. A přitom právě osobní komunikace je jednou z nejdůležitějších částí profesionálního/pracovního života. Mileniálové se tak například nemohou efektivně naučit získávat kontakty či vést schůzky.
Užívání mobilních telefonů ovlivňuje soustředění na práci. Soustředit se na víc věcí je nemožné (multitasking). Náš mozek tak prostě nefunguje. Podle Boba Suullivana a Hugha Thomsona, pokud děláte dvě věci současně, ani jedna nebude odvedena kvalitně. Byla provedena studie, ve které 3 skupiny lidí podstoupily test. První skupina nebyla v práci nijak vyrušována, ale další dvě byly vyrušovány telefonními hovory či sms zprávami. Práce těchto dvou skupin byla ve srovnání s první skupinou o 20% horší. Bohužel, jak se zdá, je dnes nemožné existovat bez toho, aby vám zvonil telefon, přišla textová zpráva nebo e-mail. A právě neustálé kontrolování, jestli nepřišla zpráva, e-mail nebo jste nezmeškali hovor, lidi odvádí od práce a vytrhuje je ze soustředění, takže nejsou schopni odvádět svou práci kvalitně a včas.
Nejenže jsou mileniálové neustále připojeni na internet a bez svého mobilu nervózní, ale bez přístupu na sociální média jsou nesví až úzkostliví, protože nemají informace a kontrolu nad tím, co dělají jejich přátelé a vrstevníci. To také ovlivňuje kognitivní schopnosti. 40% zaměstnanců z USA má pochybnosti o svých schopnostech zvládnout pracovní požadavky (Stajkovic, 2018). To způsobuje stres, zvyšuje nervozitu a depresi a vede k nedostatku důvěry na pracovišti.